# Romas Magelinskas
Romas Magelinskas (* 10. April 1968 in Panevėžys) ist ein aus Litauen stammender Handballtrainer.

## Karriere

### Spieler
Der 1,90 Meter große Aufbauspieler begann das Handball spielen in seiner Heimat, dort spielte er für Granitas Kaunas und Vytis Kaunas. 
1992 wurde Romas Magelinskas vom UHC Salzburg nach Österreich geholt. 1998/99 lief er für PTA Wien Margareten auf und konnten mit den Margaretnern den Cup-Sieg feiern. 2000/01 wechselte er für eine Spielzeit nach Niederösterreich zum UHC Perchtoldsdorf. Die Saisonen 2001/02, 2002/03 und 2003/04 lief er für den Handballclub Fivers Margareten auf. In der Saison 2001/02 konnte Magelinskas seine einzige Erfahrung in internationalen Vereinsbewerben, im EHF Challenge Cup, sammeln.

### Trainer
Von 2004/05 bis 2008/09 stand er den Margaretnern nur noch als Trainer zur Verfügung. Mit den Hauptstädtern wurde er viermal Vizemeister und einmal Cupsieger, außerdem wurde er in dieser Zeit zweimal von der Handball Liga Austria zum "Trainer des Jahres" gewählt. Nachdem 2010 Peter Eckl seinen Job bei den Fivers übernommen hatte, arbeitete er als Co-Trainer im Nationalteam und besetzte einen Posten als Trainer in der Handballakademie Bad Vöslau. 2011 stieg er bei der SG Handball West Wien erneut als Trainer in der Handball Liga Austria ein, nachdem Gerald Grabner die gewünschte Leistung nicht bringen konnte. 2013 schaffte er mit den Wienern das erste Mal seit acht Jahren den Sprung in das Obere Play-Off der HLA, trotzdem wurde sein auslaufender Vertrag nicht verlängert. Nach einer halben Saison Pause wurde er im Jänner 2014 von Union Leoben geholt, nachdem diese den Vertrag von Volker Hage auflösten. Anfang 2015 verlängerte Magelinskas sein Engagement bei den Steirern um zwei Jahre bis 2017. Nachdem der Rechtshänder 2015/16 mit den Steirern ins obere Play-off der Handball Liga Austria einzog, verlor er in der darauf folgenden Saison das Abstiegsduell, im unteren Play-OFF, gegen den HC Bruck. Nach dieser durchwachsenen Saison wurde sein Vertrag in Leoben nicht verlängert.
Im Februar 2020 übernahm Magelinskas das Traineramt der HSG Graz von Damir Djukic, nachdem das Team die ersten drei Spiele der Quali-Runde in der Spusu-Liga-Saison 2019/20 verloren hatte. Im April 2021 wurde er von der Funktion als Trainer der HSG Graz freigestellt.
Er trainiert die österreichische männliche U 18-Nationalmannschaft.

## Privates
Seine Tochter Laura Bauer (* 1989) ist Handballspielerin und war zuletzt für den französischen Verein Handball Plan de Cuques aktiv. Sein Sohn Jonas Magelinskas (* 2002) spielt Handball bei Handball Tirol und läuft für die österreichische U 19–Nationalauswahl auf.

## Erfolge
- als Spieler
  - 1× Litauischer Meister
  - 1× Österreichischer Pokalsieger 1998/99
- als Trainer
  - 1× Österreichischer Pokalsieger 2008/09
  - 2× HLA "Trainer des Jahres" (2004/05, 2005/06)